# Dani duhovne glazbe Cro patria
Dani duhovne glazbe Cro patria su hrvatski festival duhovne glazbe koja se održava svake godine u Splitu od 1995. godine.  Danas je to međunarodni zborski festival.

## Povijest
Pokrenut je 1995. godine. Već sljedeće godine doživio je puno priznanje javnosti. Cro Patria se održava svake godine u obliku festivala, a producira se u formi natjecanja. Organizira ga Glazbena mladež Split, a financijski podupiru Grad Split, Županija splitsko-dalmatinska i Ministarstvo kulture RH. Jedinstven je projekt gledano u svjetskim mjerilima. Festival promiče zborsko pjevanje i suvremeno zborsko stvarateljstvo. Sudjeluju zborovi, skladatelji, pjesnici, članovi ocjenjivačkih sudova iz Hrvatske i inozemtva. Iz inozemstva su sudionici bili iz Ujedinjenog kraljevstva, SAD-a, Armenije, Australije, Španjolske, Švedske, Filipina, Belgije, Norveške, Poljske, Italije, Slovenije, Bosne i Hercegovine, Makedonije, Srbije i dr.

## Nagrade
- 1998.: Organizator festivala, Glazbena mladež Splita dobila je najveću nagradu struke, podršku Društva hrvatskih književnika te za promicanje vrijedne glazbe među mladima nagradu Hrvatskog društva skladatelja nagradu Vatroslav Lisinski. Također je i papa Ivan Pavao II. iste godine dao potporu.[1]

## Ciljevi
Stimuliranje suvremenog, umjetnički vrijednog stvarateljstva. Područja za koje se dodjeljuju posebne nagrade su glazba i poezija. Nagrade su plakete, rad istaknutih hrvatskih akademskih likovnih umjetnika.

## Posvete
Poseban je program posvećen hrvatskim skladateljima na festivalima Dani duhovne glazbe Cro patria koji se održavaju od 1997. godine:
- O. Bernardin Sokol (1888. – 1944.)
- Julije Bajamonti (1744. – 1800.)
- Ivan Jeličić (1772. – 1811.)
- Benedikt Pellizzari ( ? – 1789.)
- Josip Raffaelli (1767. – 1843.)
- Josip Lamperini ( oko 1795. – 1825.)
- Franjo Serafin Vilhar ( 1852. – 1928.)
- Jakov Gotovac (1895. – 1982.)
- Boris Papandopulo (1906. – 1991.)
- Ivo Parać (1890. – 1954.)
- Josip Hatze (1879. – 1959.)

## Nagrade sudionicima
Festival ima i nagradni dio. Tako autor najbolje skladbe dobiva zlatnu plaketu Canticum Novum, interpretatori dobivaju Zlatnu katedralu, a nagradu za najnagrađeniju pjesmu odnosno za autora stihova dobiva nagradu Sanctus Anastasius. Srebrne i brončane nagrade dobivaju drugi i treći u konkurenciji u nagrađivanim kategorijama.